# Hauptstraße 49 (Strümpfelbach)

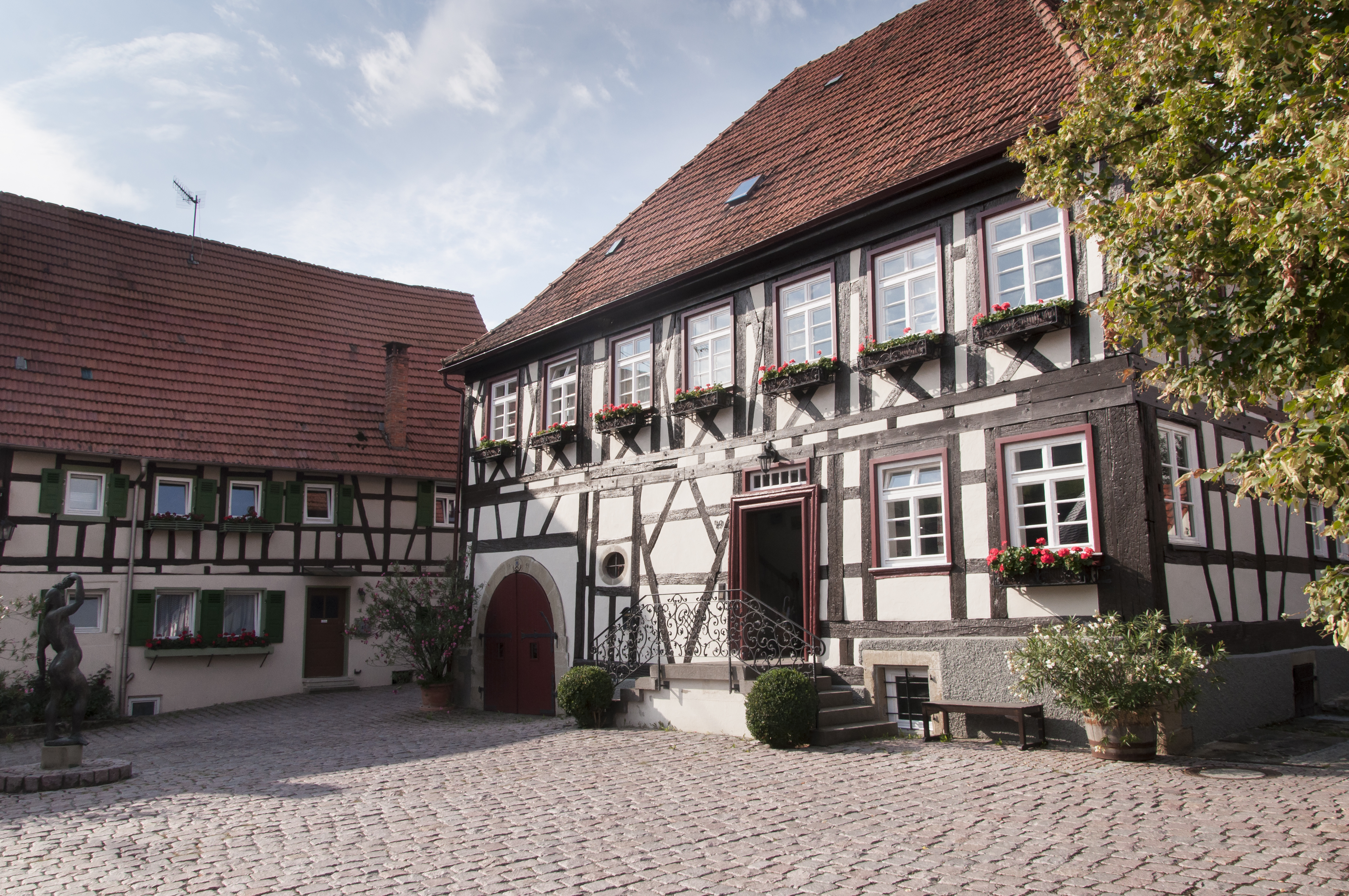

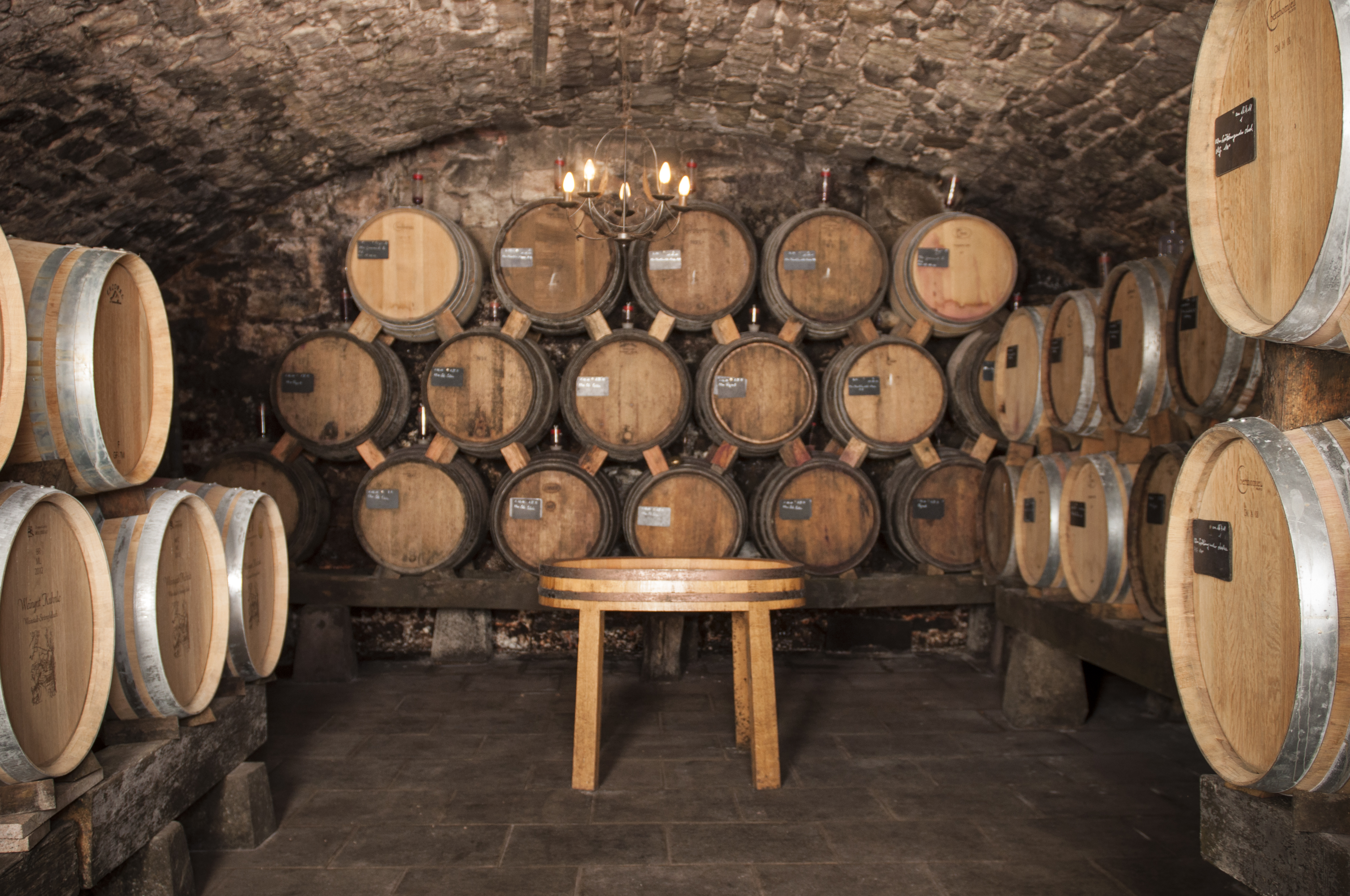
Gewölbekeller des Weinguts Kuhnle

Das Gebäude Hauptstraße 49 in der Gemeinde Weinstadt-Strümpfelbach, auch als Weingärtnerhaus oder Forsthaus bezeichnet, ist als Kulturdenkmal nach § 2 DSchG geschützt. Das Fachwerkhaus aus dem Mittelalter befindet sich im historischen Ortskern.

## Gebäude
Das Gebäude ist ein von der Hauptstraße abgerücktes Fachwerkhaus. Das zweigeschossige Walmdachhaus auf längsrechteckigem Grundriss stammt im Kern aus dem Mittelalter. Das Fachwerk im Erdgeschoss sowie in Teilen der Innenkonstruktion wird auf die Zeit um 1600 datiert. Der große Gewölbekeller ist in Teilen noch älter. 
In der Zeit um 1746 wurde das Anwesen von dem herzoglichen Forstknecht Johann Adam Marz im Stile seiner Zeit zu einem barocken Fachwerkhaus und Forsthaus umgebaut, woraus sich die heutige Gestalt ergibt. Am Kellerportal ist das Haus mit 1746 bezeichnet. Aus dieser Zeit stammen auch die Freitreppe, das Portal mit Oberlicht, das Fachwerkobergeschoss und das Dach. 1993/94 erfolgte eine Gebäudeinstandsetzung mit Erneuerung der Fenster und Dachdeckung. 
Zum Ensemble gehört eine rückwärtige Scheune (Hausnummer 49/2) aus dem 18./19. Jahrhundert.

## Weingut Kuhnle
Im Gebäude residiert das Weingut Kuhnle im deutschen Anbaugebiet Württemberg (Bereich Remstal-Stuttgart). Das Weingut wird seit dem Jahre 1983 von Margret und Werner Kuhnle und seit 2012 auch von deren Sohn Daniel Kuhnle geführt. Die Weinberge umfassen 23 Hektar Rebfläche in den Einzellagen Altenberg und Nonnenberg (Strümpfelbach), Sonnenberg (Schnait), sowie Pulvermächer (Stetten).